# Klosterhede Plantage
Klosterhede Plantage er sammen med den mod vest liggende Kronhede Plantage, et af Danmarks største skovområder med et samlet areal på 6.400 ha. Det er gør det til det tredjestørste skovområde i Danmark
efter Silkeborgskovene og Rold Skov.  Plantagerne ligger i trekanten mellem Lemvig, Struer og Holstebro, med hovedparten i Lemvig Kommune, og administreres af Naturstyrelsen, Vestjylland. De to plantager adskilles af Flynder Å hvor  man første  gang udsatte bævere i Danmark i  1999. Bestanden der nu har spredt sig i området. Der blev udsat 18 bævere i 1999, og i 2013 var bestanden vokset til 185 individer.
Heden og plantagerne er også hjemsted for en af Danmarks største bestande af kronvildt, godt 400 dyr.[kilde mangler]
I 2023 vurderedes det at der var etableret et ulvepar.

## Skovbrand
17. juni 1968 udbrød der på en  vindstille dag brand  omkring den markante bronzealderhøj Fladhøj, i midten af plantagen. Ilden medførte så voldsom en  varmeudvikling, at den udløste et voldsomt tordenskyl, der slukkede branden. Ilden nedbrændte et område på 200-250 hektar af  skoven. Området blev ikke tilplantet igen, men har nu udviklet sig til Klosterhedens største hedeareal.

## Rom Flyveplads
I den nordvestlige ende af Kronhede Plantage anlagde den tyske besættelsesmagt en flyveplads, dels som en del af forsvaret langs vestkysten, og dels som reserveflyveplads for Karup. I området er der mange bunkers. Blandt andet en hospitalsbunker der er flyvepladsens største. Hospitalet stod færdig i 1943, og planen var, at det skulle have været i brug ved egentlige kamphandlinger, men det kom aldrig i brug. Rom Flyveplads fungerede fra 1945 til 1948 som flygtningelejr, der, da der var flest, husede 9.000 mennesker.
Flyvepladsen ejes nu  af Lemvig Kommune, og  er siden 1969 blevet administreret af Lemvig Svæveflyklub. Ud over svæveflyvning arrangeres der rundflyvninger, ligesom stedet bruges til  kræmmermarked og dyrskueplads.